# Czajkiwka (rejon czuhujewski)
Czajkiwka (ukr. Чайківка) – wieś na Ukrainie, w obwodzie charkowskim, w rejonie czuhujewskim, w hromadzie Wołczańsk. W 2001 liczyła 45 mieszkańców.

## Urodzeni
- Fiodor Czajka – radziecki wojskowy.